# Репинка (приток Протвы)
Ре́пинка — река, протекающая по территории города Обнинска Калужской области. Левый приток Протвы, крупнейший в Обнинске.
Естественный исток находился около станции Обнинское, после засыпки грунтом переместился в овраг возле кинотеатра «Мир». Впадает в Протву в районе Нижнего парка и городского пляжа в Обнинске.

## Гидрология
Длина 3,5 км. Правые притоки: Гавшинский и Нефёдовский ручьи. Левый приток: Гридневский ручей. Русло извилистое, глубиною до 1 м, ширина не превышает 3,5 м. В среднем и нижнем течении Репинка вскрывает коренные породы — известняки.

## История
В 1588 году упоминается деревянный храм Николы на Репинке — ныне недействующая православная церковь на Никольском погосте села Гриднево Репенской волости Малоярославецкого уезда при впадении в неё левого притока — ручья Гридневский. В XIX веке здесь на сельском кладбище оставлась деревянная часовня.
В нижнем течении Репинки на берегу крутого Репинского оврага на доставшихся ему по разделу землях Виктор Обнинский в начале XX века построил для своей семьи усадьбу в новоанглийском стиле Турлики, проданную в 1909 году Маргарите Морозовой и получившую уже в советское время название «Морозовская дача».
В 1961 году через Репинку в старой части Обнинска в районе школы № 1 был построен подвесной мост, ставший одной из достопримечательностей города. В 2007 году мост был закрыт из-за аварийного состояния; в настоящее время мост полностью реконструирован и открыт.

## Интересные факты
- В честь Репинки названо обнинское краеведческое общество — ОКрО «Репинка»[2].